# کونستانتینووو (استان خاسکوو)
کونستانتینووو (به بلغاری: Konstantinovo) یک منطقهٔ مسکونی در بلغارستان است که در شهرستان ماجاروفو واقع شده‌است.